# Cathy Dennis
Catherine Roseanne Dennis (Norwich, Inglaterra; 25 de marzo de 1969), conocida artísticamente como Cathy Dennis es una cantautora, actriz y productora discográfica británica. Después de una exitosa carrera internacional en solitario, Dennis más tarde recibió un gran éxito como autora de canciones pop, anotando siete números uno en el Reino Unido y ganadora de cinco premios Ivor Novello.
En 2004, Dennis fue incluida en el número 66 de la revista británica Q Magazine, en la lista de las 100 personas más influyentes en la música, y en 2006 la industria musical británica le otorgó el premio de Mujer del Año.

## Carrera artística
Posteriormente anotó tres hits en solitario, todos los cuales alcanzaron el Top 20 del Reino Unido y en los Estados Unidos, el Top 10. También disfrutó de un éxito considerable en Japón a principios de 1990. Los tres hits en solitario fueron: "Just Another Dream" (Reino Unido el Nº13, N.º 9 en EE. UU., Australia el Nº14), que ofreció "Dancin Danny D en los coros ; "Touch Me (All Night Long)" (Reino Unido el Nº5 y el Nº2 en los EE.UU., Australia el Nº16), que es probablemente el más recordado éxito hasta la fecha, y "Too Many Walls" (Reino Unido Nº17 y el N.º 8 en los EE. UU., Australia el Nº57) .

### Composiciones número 1
| Año  | Canción                     | Artista                 | UK | U.S. Hot 100 |
| ---- | --------------------------- | ----------------------- | -- | ------------ |
| 1990 | "Touch Me (All Night Long)" | Cathy Dennis            | 1  | 10           |
| 1990 | "Just Another Dream"        | Cathy Dennis            | 1  | -            |
| 1990 | "C'Mon And Get My Love"     | [Cathy Dennis & D'Mob]] | 1  | 7            |
| 1990 | "Too Many Walls"            | Cathy Dennis            | 1  | -            |
| 2004 | "Toxic"                     | Britney Spears          | 1  | 9            |
| 2007 | "About You Now"             | Sugababes               | 1  | -            |
| 2008 | "I Kissed a Girl"           | Katy Perry              | 1  | 1            |

## Premios
- Premios Ivor Novello 2002 - La mayoría de Trabajo Realizado - "Can't Get You Out of My Head"[3]
- Premios Ivor Novello 2002 - Hit Internacional del Año - "Can't Get You Out of My Head"[3]
- Premios Ivor Novello 2002 - Premio Ivors Dance - "Can't Get You Out of My Head"[3]
- Premios Ivor Novello 2003 - El exitoso disco sencillo - "Anything is Possible"[4]
- Premios Grammy 2004 - Mejor Grabación Dance - "Come into my World"[5]
- ASCAP Award 2005 - La mayoría de canción interpretada - "Toxic"[6]
- Ivor Novello Award 2005 - La mayoría de Trabajo Realizado - "Toxic"[7]
- ASCAP Award 2007 - Tema de Televisión - American Idol[8]
- Premios Grammy 2005 - Mejor Grabación Dance - "Toxic"